# داستان یک لاک‌پشت ۲: فرار سامی از بهشت
داستان یک لاک‌پشت ۲: فرار سامی از بهشت (انگلیسی: A Turtle's Tale 2: Sammy's Escape from Paradise) همچنین با نام‌های فرار بزرگ سامی در بریتانیا، سامی ۲ در هرجای دیگر و ماجراهای سامی ۲ (به هلندی: Sammy's avonturen 2) نیز شناخته می‌شود، فیلم سه‌بعدی پویانمایی رایانه‌ای انگلیسی‌زبان بلژیکی-فرانسوی سال ۲۰۱۲ و دنبالهٔ فیلم سال ۲۰۱۰ به نام داستان یک لاک‌پشت: ماجراهای سامی است. این دنباله با صداگذاری کیتلین ماهر، کاری پیتون و کارلوس الازراکی است. رامین جوادی موسیقی این فیلم را بر عهده داشته‌است.

## بازخورد
در وبسایت بازبینی‌خوانی راتن تومیتوز، ۲۰٪ از ۱۰ بررسی منتقدین مثبت است و این فیلم میانگینِ امتیاز ۴/۱۰ را در اختیار دارد.

## موسیقی متن
موسیقی متن این فیلم شامل آهنگ‌های مختلف از هنرمندان مختلفی است؛ از جمله موسیقی فیلم که توسط رامین جوادی انجام شده‌است. داریوس راکر خواننده کانتری آمریکایی ترانهٔ «True Believers» را خواند که در موسیقی متن اصلی فیلم قرار گرفته‌است.

## دنباله
این فیلم دنبالهٔ فیلم داستان یک لاک‌پشت: ماجراهای سامی است که در سال ۲۰۱۰ منتشر شده بود.